# Henri d'Ideville
Henri Amédée Le Lorgne d'Ideville, né le 18 juillet 1830 à Cellule (Puy-de-Dôme), au château de Saulnat, et mort le 15 juin 1887 dans le 9e arrondissement de Paris, est un diplomate et écrivain français.

## Biographie
Fils de François Le Lorgne d'Ideville, après des études de droit à Paris, il devient secrétaire d'ambassade à Turin (1859), Rome (1862-1867) puis Dresde et Athènes. Proche ami d'Alexandre Dumas, on lui doit un des tout premiers livres sur Gustave Courbet (1878).
Il a été préfet d'Alger de 1871 à 1873.
Il repose dans la sépulture familiale au cimetière de Loddes (Allier).

## Œuvres
- Du cardinalat, 1855
- Les Piémontais à Rome, 1867-1870
- L'Homme qui tue et l'homme qui pardonne, 1872
- Journal d'un diplomate en Italie, 2 vol., 1872-1873
- Monseigneur Xavier de Mérode, 1874
- M. Beulé, souvenirs personnels, 1874
- Journal d'un diplomate en Allemagne et en Grèce, 1875
- Lettres flamandes, 1876
- Une visite au maréchal Canrobert, 1876
- M. Émile Desages et sa correspondance, 1830-1848, 1876
- Les châteaux de mon enfance (Auvergne et Bourbonnais), Paris, Société générale de librairie catholique, 1877 (en ligne).
- Vieilles maisons et jeunes souvenirs, Charpentier, 1878
- Victor-Emmanuel II, sa vie, sa mort, souvenirs personnels, 1878
- Une bénédiction de Pie IX, 1879
- Le Maréchal Bugeaud, d'après sa correspondance intime et des documents inédits, 1784-1849, 1881-1882
- Cavour, Hachette, 1883
- Les Petits Côtés de l'histoire, 1884
- Le Dictionnaire des suppliciés, les guillotinés d'Auvergne, 1884
- Romme le Montagnard, conventionnel du Puy-de-Dôme (1750-1795), 1884
- Pellegrino Rossi, bourgeois de Genève (1816-1833), 1886
- Le Comte Pellegrino Rossi, sa vie, son œuvre, sa mort, 1787-1848, 1887
- La Prise de Smalat ; La bataille de l'Isly, posthume, 1897